# Richard Morgan
Richard (K.) Morgan (Norwich, Engleska, 1965.), britanski pisac znanstvene fantastike.

## Životopis
Richard (K.) Morgan rođen je 1965. godine, a na svjetsku ZF scenu probio se 2002. godine s romanom Digitalni ugljik ("Altered Carbon", Algoritam, 2006.). Prije nego što je započeo svoju spisateljsku karijeru radio je kao profesor engleskog jezika za strance, živio je u Istanbulu i Madridu (pa tečno govori španjolski jezik), a govori se da je za svoj prvi roman prodao filmska prava za 1 000 000 dolara, što mu je omogućilo da ostavi dotadašnji posao i potpuno se posveti pisanju.
Njegova se znanstvena fantastika opisuje kao postcyberpunk, uglavnom je smještena u distopiji, a često se miješa sa žanrom detektivskog ili ratnog romana. Kao najvažnijeg autora koji je utjecao na njega ističe Williama Gibsona, ali spominje i autore poput Poula Andersona ili Boba Shawa. Morgan se okušao i u stripu, a trenutačno radi na fantasy trilogiji, čiji je prvi dio, "The Steel Remains", najavljen za 2008. godinu.
Morgan je ove godine sa svojim romanom "Black Man" nominiran za nagradu Arthur C. Clarke, a na ceremoniju koja se održavala 30. travnja bio je nakon gostovanja na SFeraKonu 2008. godine.

### Romani o Takeshiju Kovacsu
- Digitalni ugljik (engl. Altered Carbon), 2002. godine
- "Broken Angels", 2003. godine
- "Woken Furies", 2005. godine

### Drugi romani
- "Market Forces" (2004.)
- "Black Man" (2007.)

## Stripovi
- "Black Widow: Homecoming" (2005.)
- "Black Widow: The Things They Say About Her" (2006.)

## Nagrade
- 2003. godine osvojio je nagradu Philip K. Dick za roman "Digitalni ugljik"
- 2005. godine osvojio je nagradu Campbell za roman "Market Forces"

## Vanjske poveznice

### Ostali projekti
|  | Zajednički poslužitelj ima još gradiva o temi Richard Morgan |

### Službene stranice
- Richard (K) Morgan  Arhivirana inačica izvorne stranice od 10. prosinca 2009. (Wayback Machine)

 Napomena: Ovaj tekst ili jedan njegov dio preuzet je s internetskih stranica SFere ili SFeraKona. Vidi dopusnicu za Wikipediju na hrvatskome jeziku.